# 緑色火球

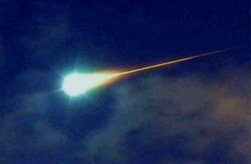
光る緑色の火球の例。

緑色火球（りょくしょくかきゅう、英語: Green fireballs）は、未確認飛行物体 (UFO) の一種で、1940年代末から目撃報告がある。初めは主にアメリカ合衆国南西部、特にニューメキシコ州で目撃された。UFO研究者やUFO研究団体の中には緑色火球が地球外生命体が作ったものが元になっていると考える者もあるが、疑似科学ではない主流の科学者は自然現象の火球説などで説明している。

## 報告と反応
緑色火球は、1948年12月5日の夜にニューメキシコ州で民間飛行機および軍の飛行機各1機の乗員たちによって目撃されたのが初期の報告例である。この乗員たちは目撃した火球を一つの光る「緑色の火の玉」、「巨大な緑色の流星のようだ」と説明した。12月8日には2人のパイロットが空中で一つの緑色火球を見たと報告した。UFO研究者Kevin Randleによると、12月20日付けでアメリカ空軍に宛ててニューメキシコ大学の天文学者Lincoln LaPazが観察された物体は流星の変種であると報告した。1949年1月13日にテキサス州にある第4陸軍本部の陸軍情報部長は、緑色火球は「外国勢力の放射線兵器の実験の結果（かもしれない）」そして「非常に重要であり、特に機密施設の近くで起きているので科学委員会がこの状況を調査する（べきである）」と提言した。
1949年2月にプロジェクト・サインのメンバーが出席する会議がロスアラモス国立研究所で開かれた。メンバーにはJoseph KaplanやEdward Tellerなどの科学者たちと軍関係者が含まれていた。会議では目撃された緑色火球が何であるかを明らかにできなかった。Edward Ruppeltによると、その後も緑色火球について検討する秘密会議が開かれた。1949年12月には緑色火球の観測と写真撮影にあたるプロジェクト・トゥウィンクルが発足したが、成果は出なかった。2年後に緑色火球は自然現象であろうという公式な結論が出され、プロジェクトは中止された。
理論天文学者でUFOの存在を疑うDonald Menzelは、1949年5月に緑色火球をアラモゴード付近で目撃したと主張したが、後にこれはふつうの流星だったと考えた。緑色火球は2010年代後半以降、日本とオーストラリアで目撃された。

## 諸説
UFO研究者やUFO研究団体の中には緑色火球は地球外生命体が作ったものが元になっていると考える者もある。主流の科学者が主張する、自然現象の流星あるいは火球であるという説以外に、疑似科学ではない説として、核実験による放射性降下物説や核実験余波説、月面に流星が衝突して放出された月の物質説、秘密軍事プロジェクトによる飛行体説などがある。